# Lachifarma
Lachifarma S.p.A. è un'azienda farmaceutica italiana con sede a Zollino (Lecce), fondata nel 1985 dal dottor Luigi Villanova.
Opera nel mercato nazionale ed internazionale producendo medicinali, dispositivi medici, presidi medico chirurgici, dietetici, prodotti erboristici e cosmetici sia a marchio proprio sia per conto terzi.

## Cura della malaria
È l'unica azienda farmaceutica italiana che dal 1998 collabora con il programma Roll Back Malaria dell'Organizzazione Mondiale della Sanità teso a sviluppare la ricerca e la produzione di farmaci adatti alla prevenzione e alla cura della malaria. A partire dal 2004 Lachifarma produce, inoltre, farmaci innovativi appartenenti alla classe delle ACT (Atemisininbased Combination Therapies), le terapie più efficaci per il trattamento della malaria.
Il farmaco antimalarico prodotto da Lachifarma contiene come principio attivo base l'Artesunato, estratto dalla pianta dell'Artemisia annua, di origine orientale, che Lachifarma vuole introdurre in Puglia nell'ambito di un progetto per la conversione agricola dei territori coltivati a tabacco. Sull’utilizzo dell’artemisia a fini farmaceutici l’azienda detiene 3 brevetti.
Per l'importante scoperta della molecola per la cura della malaria Luigi Villanova ha ricevuto anche un riconoscimento speciale al Premio Barocco 2006.

## Ricerca
Oltre allo sviluppo di molecole per la cura della malaria Lachifarma è impegnata in altri importanti progetti di ricerca.
Una prima area di ricerca riguarda il trattamento e la valorizzazione delle acque di vegetazione proveniente dalla produzione di olio di oliva, da cui si ricava un concentrato polifenolico (l'idrossitirosolo), con proprietà antiossidanti.  Studi effettuati da Lachifarma con la collaborazione del CNR, dell'Università del Salento, dell'Università di Bari, dell'Università di Viterbo e dell'Università La Sapienza stanno approfondendo le proprietà anti-infiammatorie di questa molecola e valutando i meccanismi contro cellule bersaglio che causano la leucemia.
Dal 2007 è stata avviata inoltre una nuova linea di ricerca volta allo studio delle proprietà antitumorali di alcune molecole già individuate contro il cancro alla pelle (melanoma).
Dal 2007 Lachifarma è co-sponsor (insieme alla Provincia di Lecce) dell'Unione Sportiva Lecce.